# Podnoszenie ciężarów na Olimpiadzie Letniej 1906
Podnoszenie ciężarów na Olimpiadzie Letniej 1906, odbyło się w dniach 25 – 27 kwietnia. W zawodach startowało 13 zawodników z siedmiu państw. W tabeli medalowej tryumfowała reprezentacja Cesarstwa Austriackiego (1 złoto i 1 srebro).

## Rezultaty

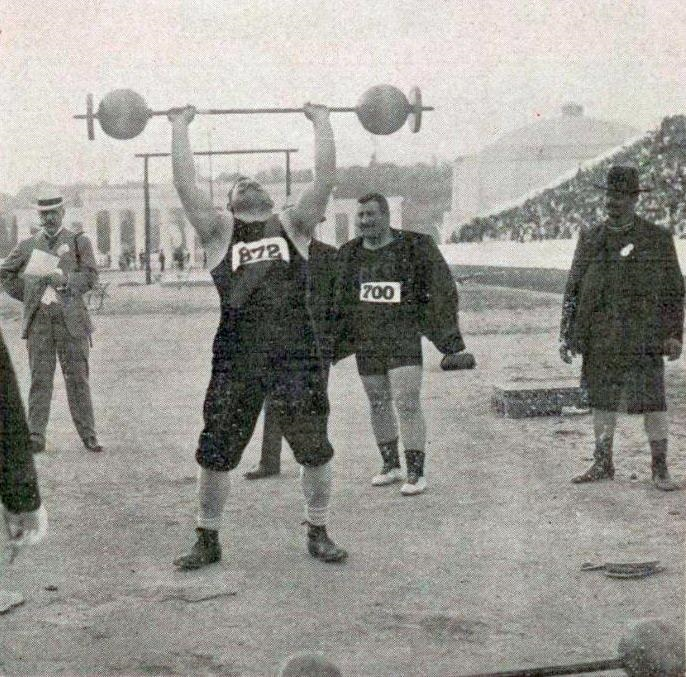
Dimitrios Tofalos podczas zawodów w dźwiganiu oburącz.

### Dźwiganie jednorącz
| Miejsce | Zawodnik              | Rezultat            |
| ------- | --------------------- | ------------------- |
|         | Josef Steinbach       | 73,75 kg (76,55 kg) |
|         | Tullio Camillotti     | 73,75 kg (73,75 kg) |
|         | Heinrich Schneidereit | 70,75 kg (73,75 kg) |

### Dźwiganie oburącz
| Miejsce               | Zawodnik          | Rezultat |
| --------------------- | ----------------- | -------- |
|                       | Dimitrios Tofalos | 142,5 kg |
|                       | Josef Steinbach   | 136,5 kg |
|                       | Heinrich Rondi    | 129,5 kg |
| Heinrich Schneidereit | 129,5 kg          |          |
| Alexandre Maspoli     | 129,5 kg          |          |

## Tabela medalowa
| Poz. | Państwo              |   |   |   | Łącznie |
| ---- | -------------------- | - | - | - | ------- |
| 1    | Cesarstwo Austrii    | 1 | 1 | 0 | 2       |
| 2    | Grecja               | 1 | 0 | 0 | 1       |
| 3    | Włochy               | 0 | 1 | 0 | 1       |
| 4    | Cesarstwo Niemieckie | 0 | 0 | 3 | 3       |
| 5    | Francja              | 0 | 0 | 1 | 1       |